# Ньюелл (Пенсільванія)
Ньюелл (англ. Newell) — місто (англ. borough) в США, в окрузі Файєтт штату Пенсільванія. Населення — 513 особи (2020).

## Географія
Ньюелл розташований за координатами 40°4′30″ пн. ш. 79°53′24″ зх. д. / 40.07500° пн. ш. 79.89000° зх. д. (40.075047, -79.890057).  За даними Бюро перепису населення США в 2010 році місто мало площу 1,98 км², з яких 1,61 км² — суходіл та 0,36 км² — водойми.

## Демографія
Згідно з переписом 2010 року, у селищі мешкала 541 особа в 215 домогосподарствах у складі 150 родин. Густота населення становила 274 особи/км².  Було 241 помешкання (122/км²).
Расовий склад населення:
| - 97,8 % — білих - 0,4 % — чорних або афроамериканців |

До двох чи більше рас належало 0,9 %. Частка іспаномовних становила 1,3 % від усіх жителів.
За віковим діапазоном населення розподілялося таким чином: 25,1 % — особи молодші 18 років, 59,6 % — особи у віці 18—64 років, 15,3 % — особи у віці 65 років та старші. Медіана віку мешканця становила 40,5 року. На 100 осіб жіночої статі у селищі припадало 103,4 чоловіків;  на 100 жінок у віці від 18 років та старших — 94,7 чоловіків також старших 18 років.
Середній дохід на одне домашнє господарство  становив 52 715 доларів США (медіана — 50 673), а середній дохід на одну сім'ю — 60 506 доларів (медіана — 53 611). Медіана доходів становила 45 313 долари для чоловіків та 40 625 доларів для жінок. За межею бідності перебувало 14,3 % осіб, у тому числі 10,4 % дітей у віці до 18 років та 9,1 % осіб у віці 65 років та старших.
Цивільне працевлаштоване населення становило 265 осіб. Основні галузі зайнятості: освіта, охорона здоров'я та соціальна допомога — 29,1 %, роздрібна торгівля — 20,4 %, виробництво — 18,5 %.